# Cellule compagne
Une cellule compagne désigne un type de cellule végétale constituante du phloème.
À chacun des éléments de tube criblé correspond une cellule compagne.
Chez les angiospermes, l'élément de tube criblé et la cellule compagne ont pour origine la même cellule méristématique (que ce soit du procambium ou du cambium). Chez les gymnospermes, la cellule criblée n'a pas la même origine histologique que la cellule albumineuse. Un élément de tubes criblés peut être associé à plus d'une cellule compagne. Il existe de nombreux plasmodesmes entre une cellule compagne et son élément de tube criblé. La vie d'une cellule compagne est liée à celle de son élément de tube criblé.
Les cellules compagnes ont des fonctions métaboliques : synthèse de protéines et apport d'énergie, transports d'assimilats photosynthétiques… Elles sont de trois types :
- cellules compagnes ordinaires : avec des chloroplastes bien développés. Elles n'ont pas de plasmodesmes les connectant aux cellules criblées, le transport se fait par voie apoplastique[réf. nécessaire].
- cellules compagnes de transfert : avec des invaginations augmentant la surface d'échange et de transport.
- cellules compagnes intermédiaires : avec de nombreux plasmodesmes les connectant aux cellules criblées avoisinantes. Le transport des substances (sucres) se fait donc de manière symplastique.

Les cellules compagnes présentent les caractéristiques de cellules métaboliquement actives : gros noyau cellulaire et nucléoles, grandes et nombreuses mitochondries, réticulum endoplasmique important, nombreux ribosomes, nombreuses et petites vacuoles.